# Stenoteropsis
Stenoteropsis is een geslacht van vliesvleugeligen uit de familie Encyrtidae. De wetenschappelijke naam van dit geslacht is voor het eerst geldig gepubliceerd in 1915 door Girault.

## Soorten
Het geslacht Stenoteropsis is monotypisch en omvat slechts de volgende soort:
- Stenoteropsis abjecta Girault, 1915